# Ceraphron bessalis
Ceraphron bessalis är en stekelart som beskrevs av Paul Dessart 1975. Ceraphron bessalis ingår i släktet Ceraphron och familjen pysslingsteklar. Inga underarter finns listade i Catalogue of Life.